# Banjol (Rovinj)
Banjol je hrid uz zapadnu obalu Istre, dio Rovinjskog otočja.
Površina hridi je 6802 m2, duljina obalne crte 300 m, a visina 14 metara.
U Državnom programu zaštite i korištenja malih, povremeno nastanjenih i nenastanjenih otoka i okolnog mora Ministarstva regionalnoga razvoja i fondova Europske unije, svrstan je pod "manje
nadmorske tvorbe (hridi različitog oblika i veličine)". Pripada Gradu Rovinju. Kod hridi je pećina. Istočno od Banjola je ACI Marina Rovinj i Monte Mulini.

## Vanjske poveznice
|  | Zajednički poslužitelj ima još gradiva o temi Banjol (Rovinj) |